# SG-068
SG-068 – łódź hybrydowa Morskiego oddziału SG, eksploatowana w Pomorskim Dywizjonie SG w Świnoujściu.

## Konstrukcja

### Dane techniczne[1]
Długość jednostki wynosi 10,5 m, a szerokość 3,5 m. Zanurzenie SG-068 wynosi 0,68 m. Kadłub został zbudowany z laminatów poliestrowo-szklanych. Napęd jednostki stanowią 2 stacjonarne silniki wysokoprężne Volvo-Penta D 4-AF o mocy 260 KM przy 3500 obr./min pracujące na niezależne układy napędowe z przekładniami typu Z oraz 2 śrubami napędowymi. Prędkość maksymalna łodzi wynosi 40 węzłów. Ogrzewanie zapewnia instalacje Webasto Air Top Evo 3900 Diesel. Jednostka została wyposażona w agregat prądotwórczy firmy Lombardini. Wyposażenie jednostki stanowią 2 szperacze znajdujące się po obu burtach i mające możliwość świecenia na boki. Szperacze sterowane są z wnętrza kabiny. Załogę etatową stanowią 3 osoby, ponadto SG-068 może zabrać 2 dodatkowe osoby.

### Wygląd zewnętrzny[1]
Kadłub SG-068 jest koloru ciemnoniebieskiego. Jednostka posiada czarną odbojnicę pneumatyczną z napisem „SG-068”. Nadbudówka łodzi jest koloru białego. Na nadbudówce znajduje się dwujęzyczny napis „Straż Graniczna” oraz „Polish Border Guard”.

### Przeznaczenie[1]
Łódź przeznaczona jest do: ochrony środowiska na terenach nadbrzeżnych, patrolowania, kontroli połowów, zwalczania kłusownictwa oraz działań interwencyjno-pościgowych.

## Historia
Zakup SG-068 sfinansował Narodowy Fundusz Ochrony Środowiska i Gospodarki Wodnej. Zakupiono wtedy łódź hybrydową (RIB) typu TM-1025 2IB Cabin. Jednostka kosztowała 981 540 zł. Motorówkę zbudowała firma Techno Marine Sp. z o. o. z Malborka. SG-068 wcielono do służby w 2013 roku. Jednostka służy w Pomorskim Dywizjonie SG.